# Кам'янець-Подільський кабельний завод
ТОВ «Кабельний завод» (Кам'янець-Подільський кабельний завод; за СРСР назва — Кам'янець-Подільський кабельний завод імені 60-річчя Великої Жовтневої революції) — розташоване у місті Кам'янці-Подільському Хмельницької області підприємство будівельної промисловості України, зайняте у галузі виробництва дротів і електрокабелів; один з національних виробників-лідерів у своєму сегменті. ТОВ «Кабельний завод» є одним з провідних підприємств в Україні з виробництва кабельно-провідникової продукції, що використовується в різних галузях промисловості. 
Адреса підприємства: вул. Північна, 81б, м. Кам'янець-Подільський—32300 (Хмельницька область, Україна).

## Продукція
Основною продукцією Кам'янець-Подільського кабельного заводу є:
- дроти та кабелі;
- джгути проводів для автомобілів, тракторів та іншого устаткування;
- комплектуючі для провідних джгутів.

Наявність на підприємстві сучасного технологічного обладнання та досвідченого персоналу дає можливість виготовляти продукцію високої якості, що підтверджується відповідними сертифікатами та міжнародними нагородами.

## З історії підприємства
Кам'янець-Подільський кабельний завод був заснований у 1961 році для виробництва встановлювальних і освітлювальних дротів у пластиковій ізоляції, а також неізольованих алюмінієвих дротів для повітряних ліній електропередач.
У 1967 році заводом було освоєно виробництво автотракторних дротів і джгутів проводів для автомобільних і тракторних заводів України. Основними споживачами заводу були Харківський тракторний завод, Кременчуцький автомобільний завод, Львівський автобусний завод і Південний машинобудівний завод.
У 1975 році була освоєна проектна потужність заводу з випуску комплектів джгутів проводів для автомобілів Волзького автомобільного заводу в Тольятті (Росія), яка становила 700 тис. комплектів джгутів на рік. Досягнення таких успіхів кам'янецькими кабельниками обумовили великі державні фінансові вливання у розбудову підприємства, постійна закупівля нового обладнання й технологій фірми ФІАТ (Італія). 
Обсяг виробничої продукції підприємства у 1978 році зріс проти показника 1970 року у 4 рази. На заводі вперше в СРСР впроваджено найновіші на той час технологічні процеси, зокрема виробництво штекерних з'єднань з гальванообробкою на напівавтоматичних лініях, проводів високої напруги з властивістю долати радіотелевізійні перешкоди.
Наприкінці 1980-х — на початку 1990-х років за фінансової підтримки Волзького автомобільного заводу на Кам'янець-Подільському кабельному заводі було здійснено додаткову закупівлю нового обладнання італійських, німецьких, швейцарських і американських виробників.
У 2000 році на базі заводу створено нове підприємство — ТОВ «Кабельний завод», тобто змінилась форма організації бізнесу. У цей період підприємство продовжувало постачати на Волзький автомобільний завод близько 20 найменувань (за потенційної можливості 130) різних джгутів проводів загальною кількістю близько 750 тисяч штук на рік. 
У теперішній час (2-а пол. 2000-х) ТОВ «Кабельний завод» у Кам'янці-Подільському є одним з найбільших виробників в Україні низьковольтних, акумуляторних і високовольтних джгутів проводів для автомобілів, тракторів та іншої техніки. Стратегічними партнерами заводу є підприємства енергетики, зв'язку, автомобіле- і машинобудування, залізниці, метрополітену, металургії, а також будівельні організації.

## Виноски
1. ↑  Товариство з обмеженою відповідальністю «Кабельний завод» (м. Кам'янець-Подільський) на сайті www.rada.com.ua (Каталого підприємств України)
2. ↑  Каталогі продукції заводу [Архівовано 3 серпня 2010 у Wayback Machine.] на Офіційна вебсторінка підприємства [Архівовано 23 квітня 2010 у Wayback Machine.] (рос.)
3. ↑    - Рабжаєв В. Б. Кам'янець-Подільський кабельний завод // Українська радянська енциклопедія : у 12 т. / гол. ред. М. П. Бажан ; редкол.: О. К. Антонов та ін. — 2-ге вид. — К. : Головна редакція УРЕ, 1979. — Т. 4 : Електрод — Кантаридин. — 558, [2] с., [34] арк. іл. : іл., портр., карти + 1 арк с., стор. 541
4. ↑  Історія заводу [Архівовано 29 серпня 2010 у Wayback Machine.] на Офіційна вебсторінка підприємства [Архівовано 23 квітня 2010 у Wayback Machine.] (рос.)